# Kings Bay Base
 (mars 2025).
Kings Bay Base est une census-designated place située dans le comté de Camden, dans l’État de Géorgie, aux États-Unis. Lors du recensement de 2020, elle comptait 2 329 habitants. La Base navale de Kings Bay y est située.